# گیلبرت (آریزونا)
گیلبرت (به انگلیسی: Gilbert) شهری در شهرستان مریکوپا ایالت آریزونا است که در سرشماری سال ۲۰۱۰ میلادی، ۲۰۸٬۴۵۳ نفر جمعیت داشته‌است. گیلبرت، به‌طور رسمی در تاریخ ۱۹۲۰ میلادی به‌عنوان یک شهر شناخته شد.

## نگارخانه

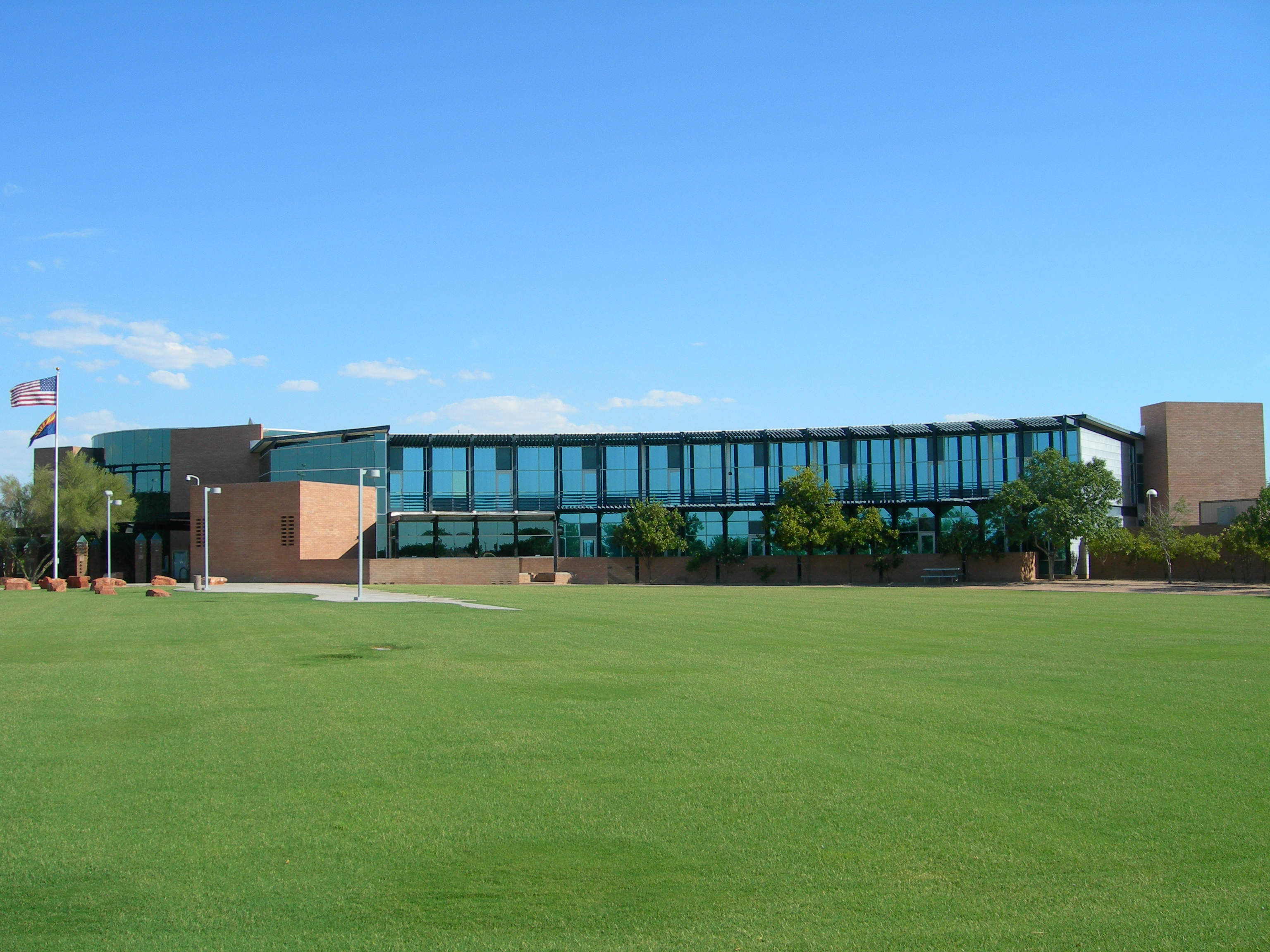
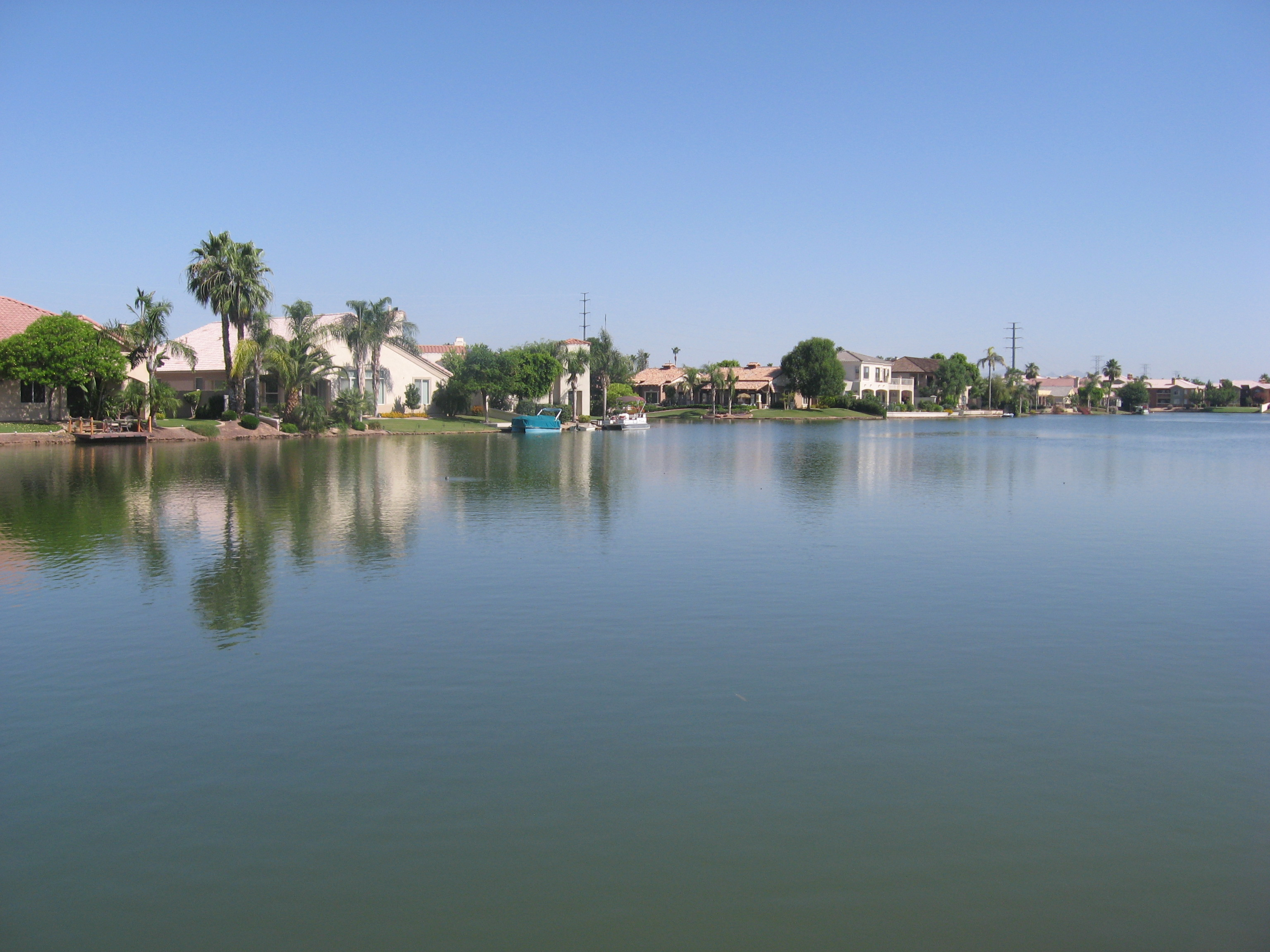
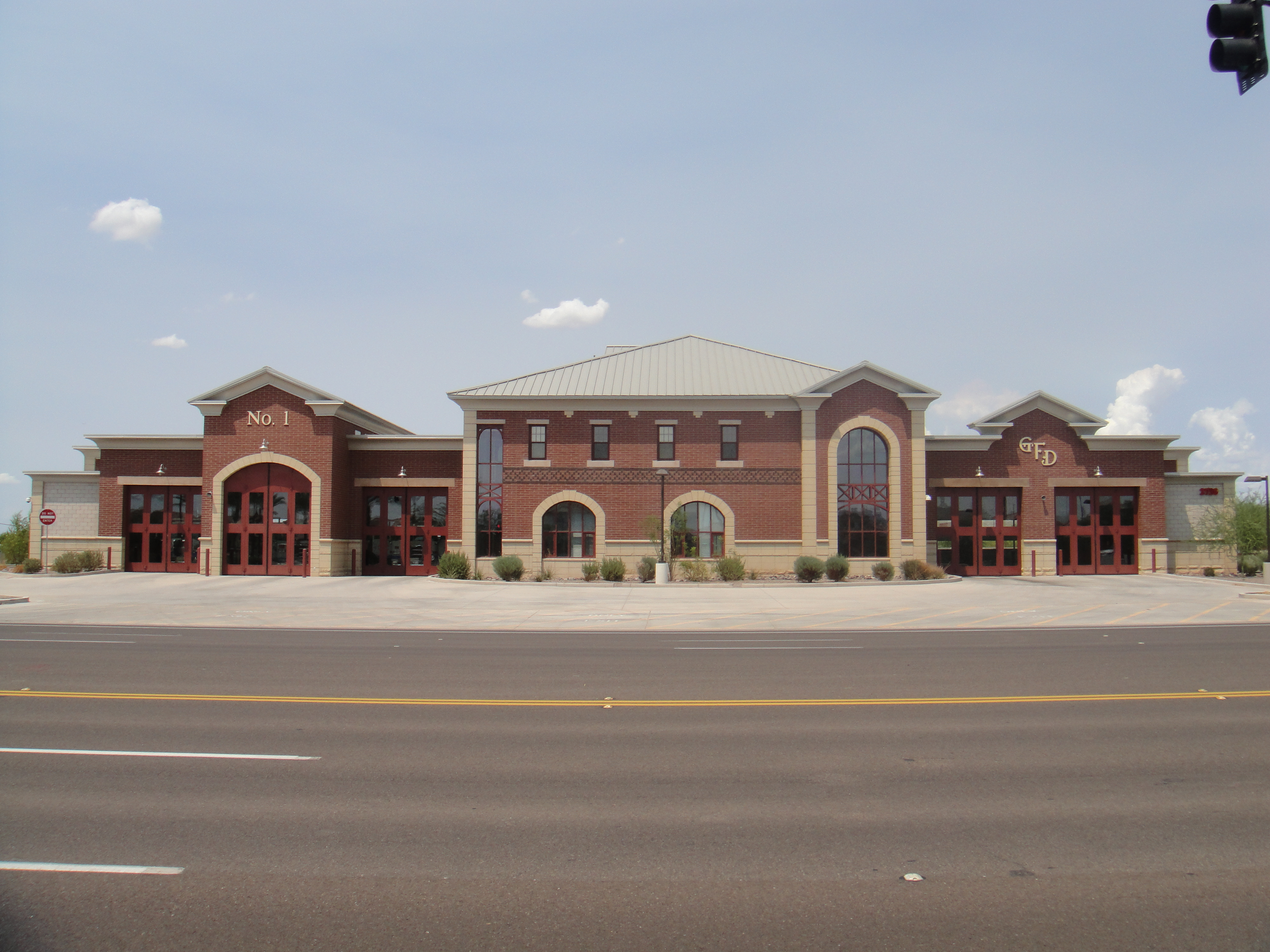
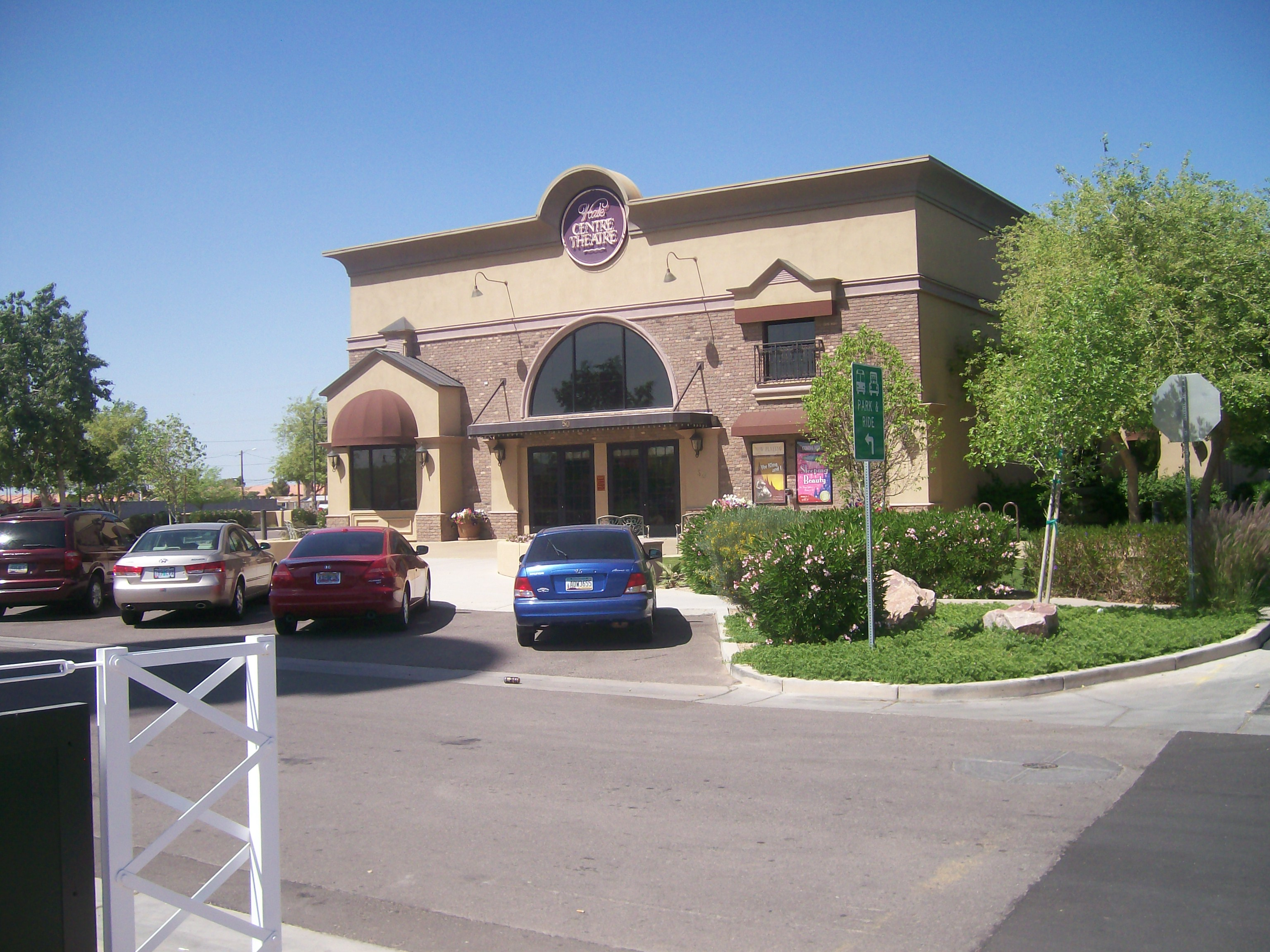
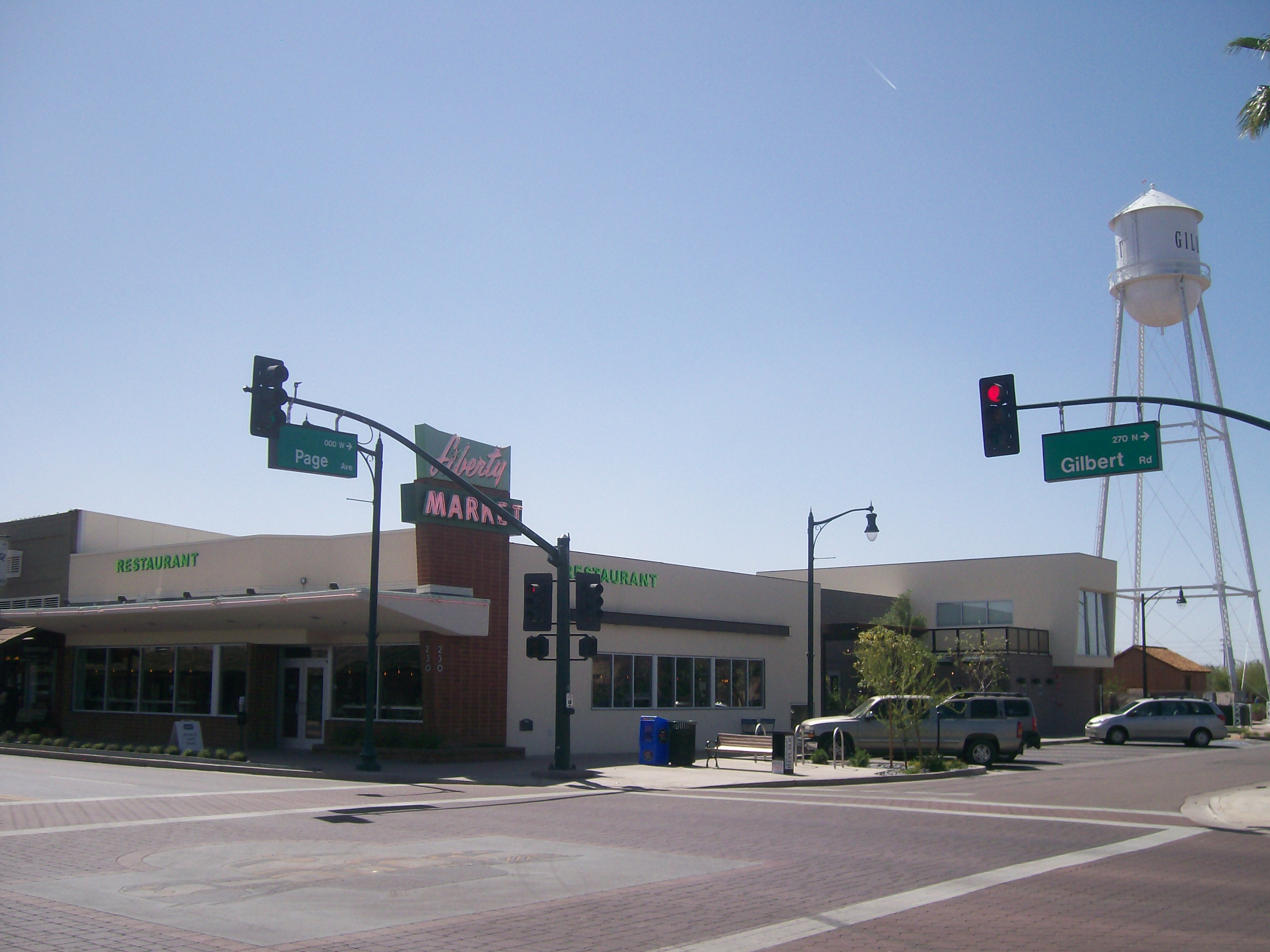
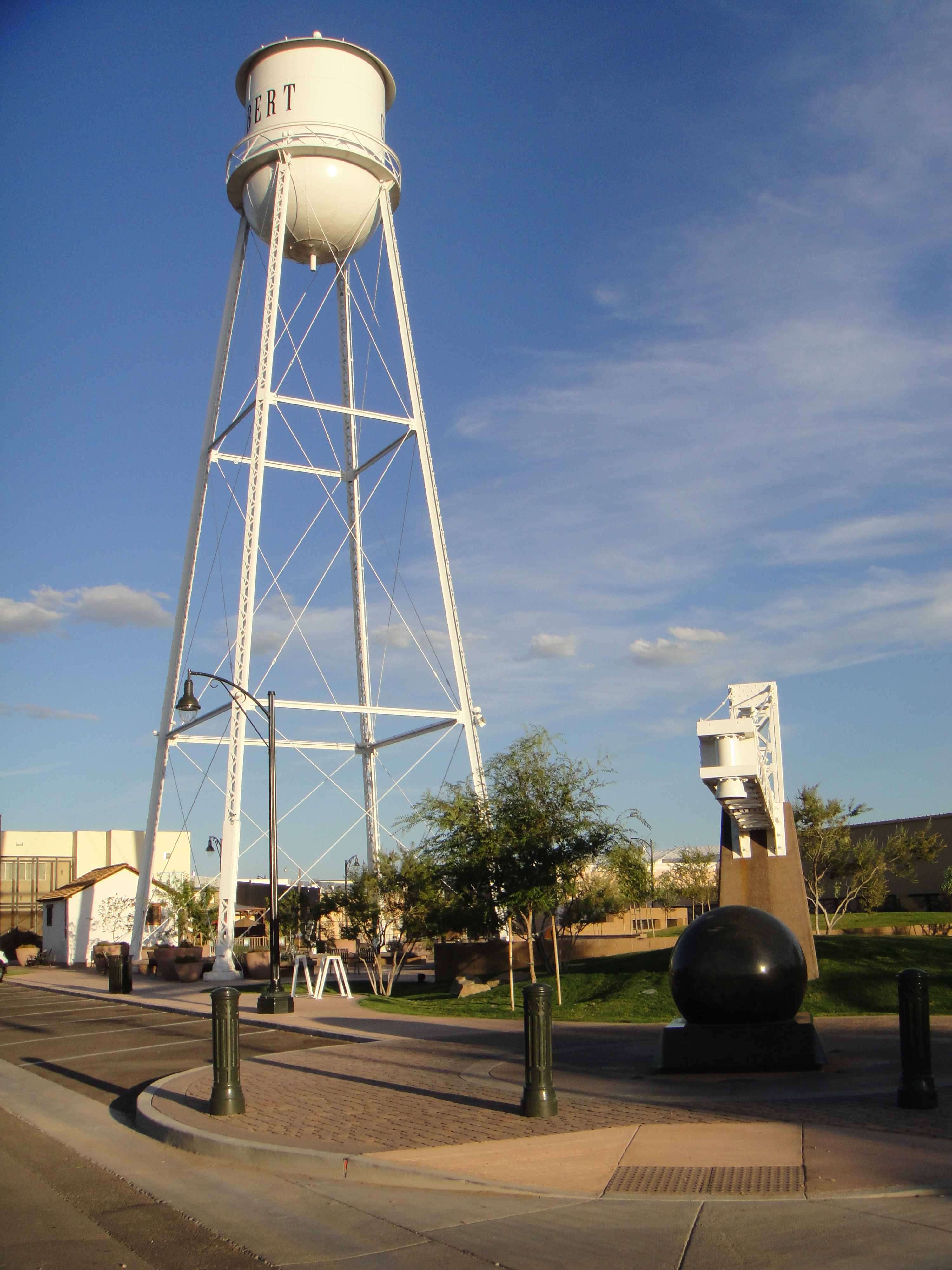
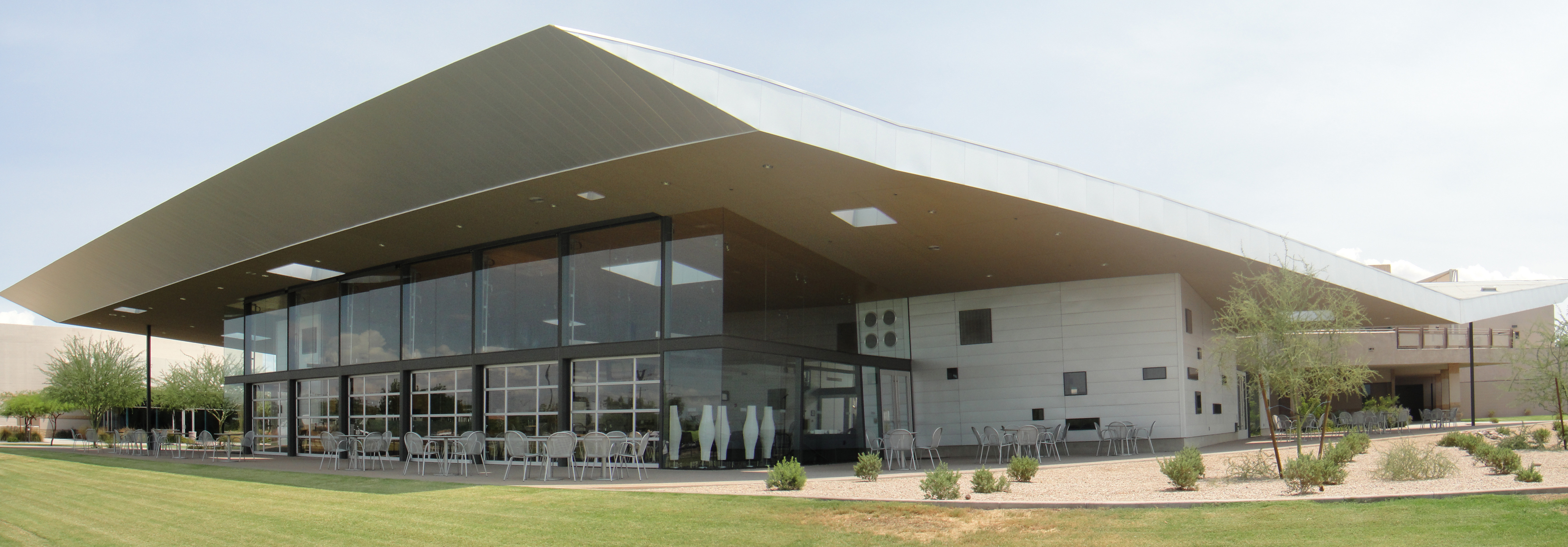
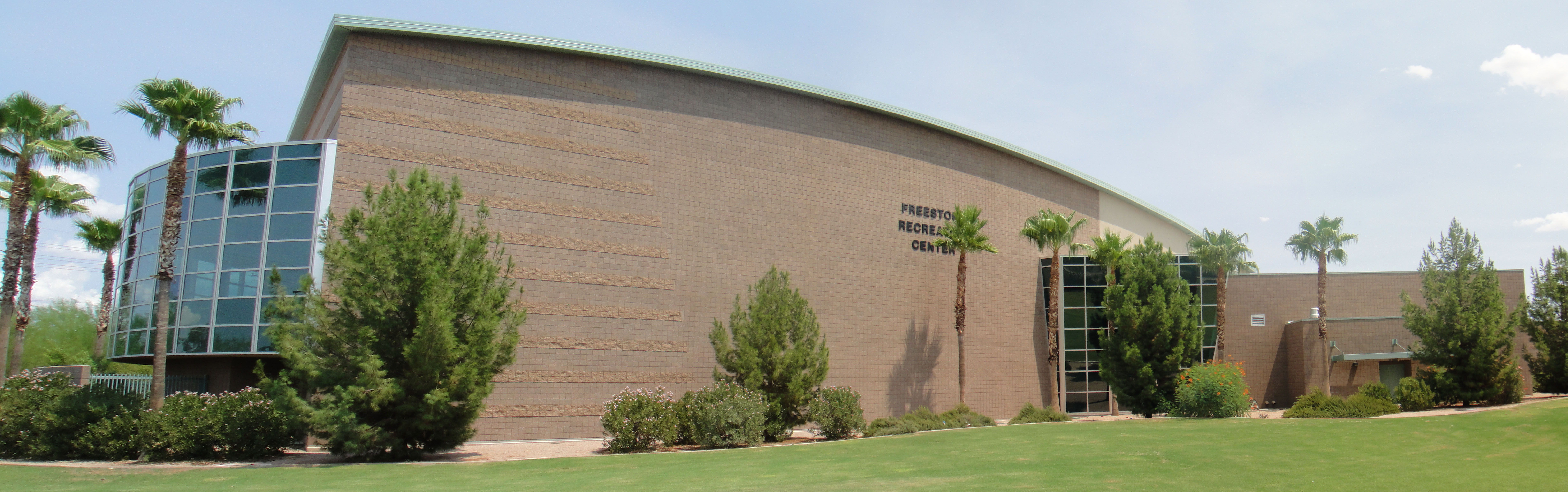
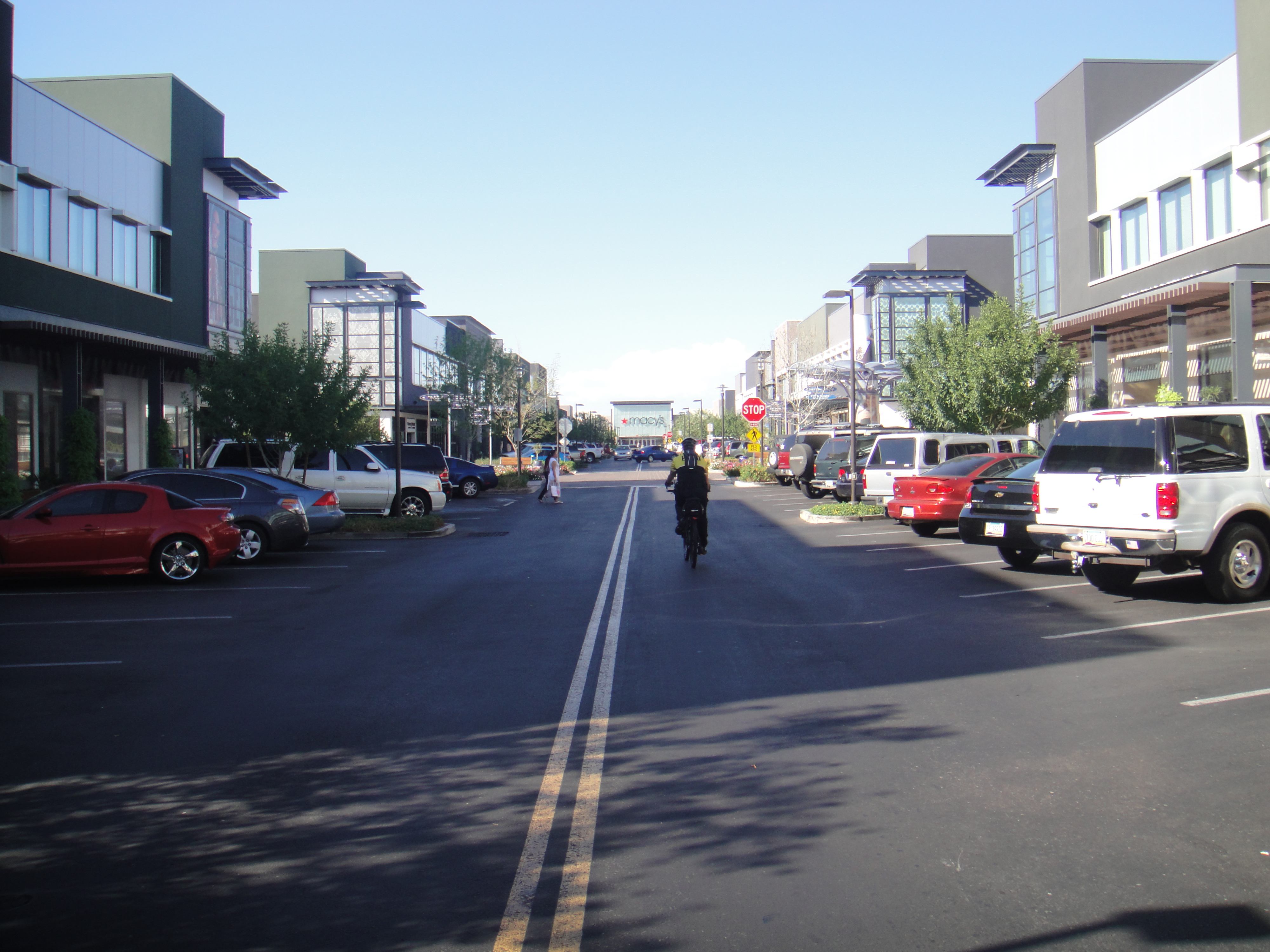
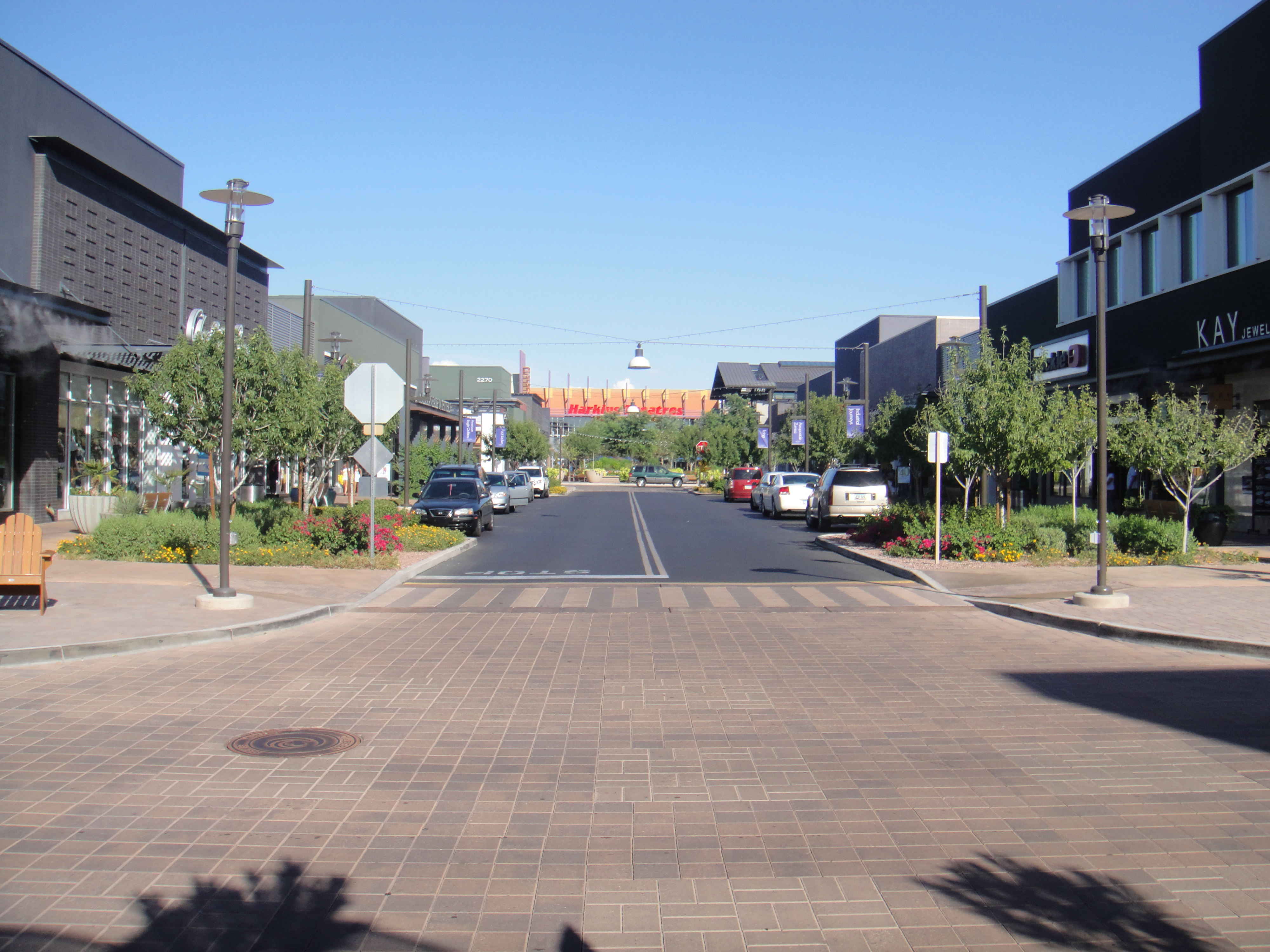
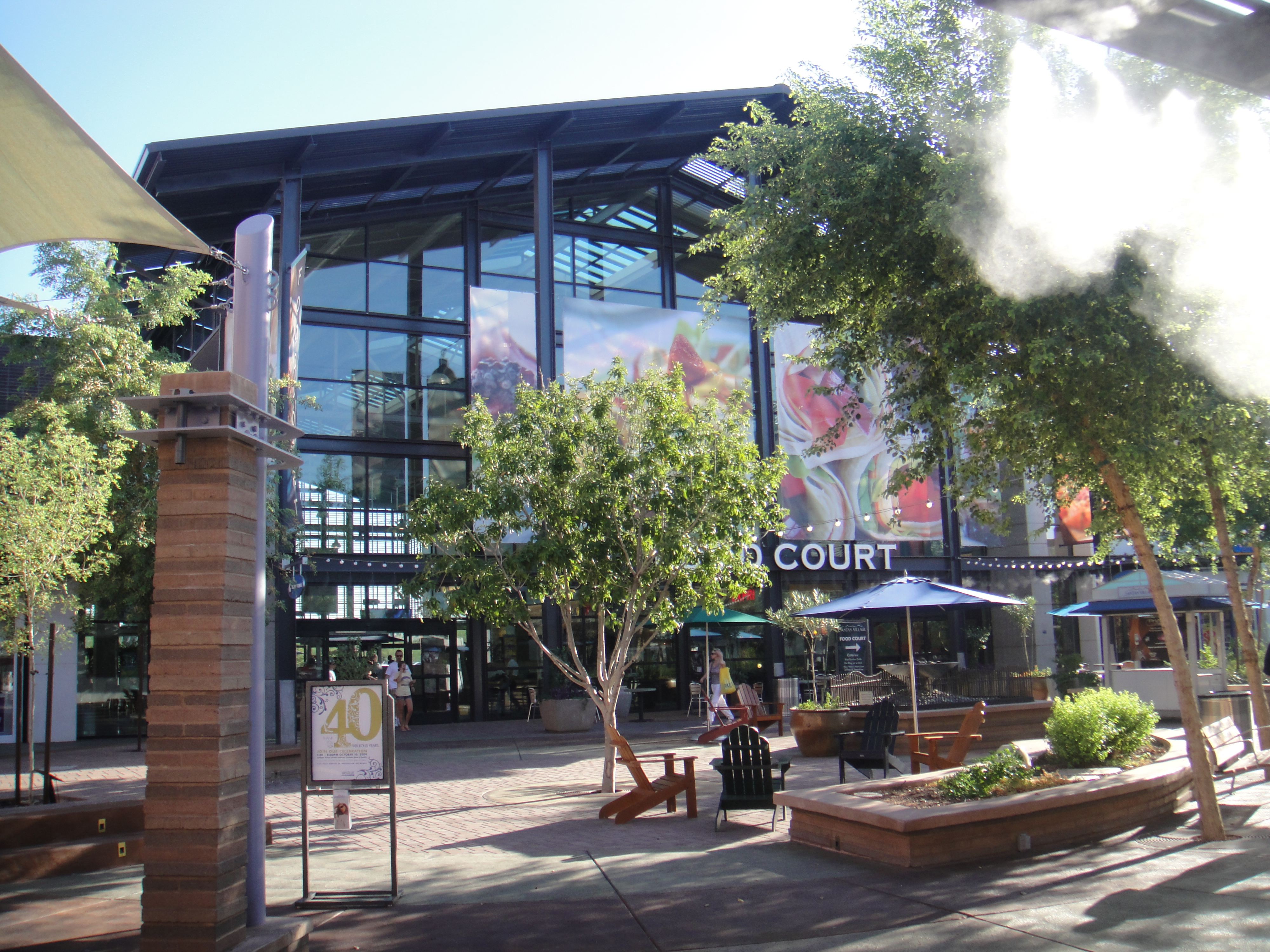